# 安德烈·格里戈里耶夫
安德烈·捷连季耶维奇·格里格耶夫（俄語：Андрей Терентьевич Григорьев，1889年—1941年7月22日）苏联少将，苏联通讯部队军官。1941年苏德战争爆发，西部方面军在比亚韦斯托克-明斯克战役遭到毁灭性打击，总司令德米特里·格里戈里耶维奇·巴甫洛夫被解除职务、逮捕，并被控以叛国与失职。1941年遭到牵连被判处死刑。